# Dumitrița Gliga
Dumitrița Gliga (n. 2 august 1980, Luduș, România) este un deputat român, ales în 2020 din partea PSD. 